# ミヤマキケマン
ミヤマキケマン（深山黄華鬘、学名：Corydalis pallida var. tenuis）はキケマン属の越年草。有毒植物。フウロケマンの変種。

## 特徴
茎は赤みを帯び、下方で分枝して斜上し、高さは20-50cmになる。葉は1-2回羽状複葉で、小葉はさらに羽状に深裂する。葉はしばしば紫褐色を帯びる。

花期は4-7月で、茎の先に3-10cmの総状花序をつけ、多数の黄色い花を密につける。花の長さは20-23mmになる。果実は蒴果で、長さ2-3cmの線形になり、数珠状になる。

## 分布と生育環境
本州の近畿地方以北に分布し、山地の日当たりのよい、林縁、道路法面、崩壊地、谷川の礫地などにふつうに生育する。「ミヤマ」と名前がつくが、深山に自生することは少ない。
基本種である フウロケマン（風露華鬘、学名：Corydalis pallida var. pallida ）は、本州の中部地方以西、四国、九州に分布する。

## ギャラリー
- 茎は丸く、下方で分枝し斜上する。